# Mangiférine
La mangiférine est un glucoside de xanthone (xanthonoïde), que l’on retrouve notamment dans l'écorce, les feuilles et la peau du fruit du manguier.